# Txervianka
Txervianka (en rus: Червянка) és un poble de l'óblast de Tiumén, a Rússia, que en el cens del 2010 tenia 148 habitants.